# Леді Воллес
Амелі-Джулія-Шарлотта Кастельно (англ. Lady Wallace, фр. née Amélie-Julie-Charlotte Castelnau (1819 — 16 лютого 1897), відома як Леді Воллес — французька колекціонерка мистецтва, засновниця музею та філантропка. 
Амелі-Джулія-Шарлотта Кастельно вступила в шлюб з колекціонером сером Річардом Воллесом у 1871 році, після багаторічного роману з ним. Як вона розповідала, вона працювала помічницею у парфумерному магазині, коли зустрілася з ним. У 1890 році чоловік заповідав їй все своє майно. Після його смерті відлюдно жила у своєму лондонському особняку Гертфорд-хаус на Манчестер-сквер.
Вірна волі чоловіка, вона у 1897 році заповіла видатну мистецьку колекцію та Гертфорд-хаус британській нації. У 1900 році у Гертфорд-хаусі було відкрито художній музей Зібрання Воллеса.